# FK Jerv
A FK Jerv egy norvég első osztályú labdarúgócsapat Grimstad városában. A Jerv norvégul rozsomákot jelent.
A klubot 1921-ben Vestergatens FK néven alapították, amely nevet az alapítás helyéül szolgáló utcáról kapta. Később Djerv majd ezután  Jervre nevezték át.
Az 1970-es és 1980-as években a csapatnak számos külföldi edzője volt, köztük Bo Johansson, aki 1984-ben és 1985-ben irányította a csapatot, majd több klub és nemzeti válogatott edzője lett. 2007 novemberében a Jerv egy másik jól ismert visszavonult labdarúgót, Tore André Dahlumot szerződtette a vezetőedzői pozícióba.
A 2021-es szezonban a 3. helyezést érte el a másodosztályban, így bejutott a rájátszásba, amelyet büntetőkkel 8–7-re megnyert az Brann ellen, így először történelmében feljutott a norvég első osztályba.
Az FK Jerv női szakosztálya 1999-ben Amazon Grimstad FK néven alapult.

## Legutóbbi szezonok
| Szezon             | Poz.  | M  | Gy | D  | V  | RG  | KG | P  | Kupa            | Megjegyzés |
| ------------------ | ----- | -- | -- | -- | -- | --- | -- | -- | --------------- | ---------- |
| 2009 - 3. divisjon | 1.    | 26 | 21 | 3  | 2  | 112 | 20 | 66 | 1. selejtezőkör |            |
| 2010 - 3. divisjon | 2.    | 26 | 19 | 1  | 6  | 69  | 24 | 58 | 1. kör          |            |
| 2011 - 3. divisjon | ↑ 1.  | 24 | 20 | 2  | 2  | 105 | 16 | 62 | 2. selejtezőkör | Feljutott  |
| 2012 - 2. divisjon | ↓ 12. | 26 | 9  | 5  | 12 | 45  | 53 | 32 | 2. kör          | Kiesett    |
| 2013 - 3. divisjon | ↑ 1.  | 24 | 19 | 3  | 2  | 75  | 22 | 60 | 2. selejtezőkör | Feljutott  |
| 2014 - 2. divisjon | ↑ 1.  | 26 | 17 | 6  | 3  | 71  | 29 | 57 | 2. kör          | Feljutott  |
| 2015 - 1. divisjon | 5.    | 30 | 12 | 11 | 7  | 47  | 28 | 47 | 2. kör          |            |
| 2016 - 1. divisjon | 3.    | 30 | 15 | 8  | 7  | 47  | 34 | 53 | 2. kör          |            |
| 2017 - 1. divisjon | 13.   | 30 | 8  | 8  | 14 | 44  | 59 | 32 | 4. kör          |            |
| 2018 - 1. divisjon | 13.   | 30 | 8  | 11 | 11 | 31  | 41 | 35 | 2. kör          |            |
| 2019 - 1. divisjon | 12.   | 30 | 8  | 9  | 13 | 34  | 54 | 33 | 2. kör          |            |
| 2020 - 1. divisjon | 11.   | 30 | 9  | 8  | 13 | 41  | 57 | 35 | —               |            |
| 2021 - 1. divisjon | ↑ 3.  | 30 | 15 | 9  | 6  | 49  | 46 | 54 |                 | Feljutott  |

## Jelenlegi keret
2021. január 27. szerint.
| #  |     | Poszt | Név                  |
| -- | --- | ----- | -------------------- |
| 2  | NOR | V     | Torje Wichne         |
| 4  | NOR | V     | Kristian Novak       |
| 5  | NOR | V     | Erik Tobias Sandberg |
| 6  | DEN | KP    | Mathias Wichmann     |
| 7  | CPV | KP    | Willis Furtado       |
| 11 | GER | CS    | Felix Schröter       |
| 14 | DNK | V     | Daniel Arrocha       |
| 16 | NOR | V     | John Olav Norheim    |
| 19 | NOR | V     | Iman Mafi            |

| #  |     | Poszt | Név                     |
| -- | --- | ----- | ----------------------- |
| 20 | NOR | K     | Øystein Øvretveit       |
| 30 | NOR | K     | Andreas Olsvoll         |
| 35 | NOR | KP    | Bendik Kristiansen      |
| 42 | NOR | V     | Noah Beisland Chalchoul |
| 46 | NOR | V     | Håkon Krogelien         |
| —  | NOR | CS    | Alexander Dang          |
| —  | NOR | KP    | Thomas Liene Ness       |
| —  | NOR | KP    | Erik Næsbak Brenden     |
| —  | NOR | CS    | Amadou Diallo           |

## Fordítás
Ez a szócikk részben vagy egészben  a   FK Jerv című angol Wikipédia-szócikk fordításán alapul.  Az eredeti cikk szerkesztőit annak laptörténete sorolja fel. Ez a jelzés csupán a megfogalmazás eredetét és a szerzői jogokat jelzi, nem szolgál a cikkben szereplő információk forrásmegjelöléseként.